# Płazakowate
Płazakowate, prapłaźcowate (Lepidosirenidae) – rodzina (prawdopodobnie monotypowa) słodkowodnych ryb płazakokształtnych w podgromadzie dwudysznych. Charakteryzują się ciałem znacznie wydłużonym oraz obecnością pięciu łuków skrzelowych i czterech szczelin skrzelowych.
Jedynym współcześnie żyjącym przedstawicielem płazakowatych jest zaliczany do rodzaju Lepidosiren Fitzinger, 1837 prapłaziec, zamieszkujący rzeki i rozlewiska Brazylii i Paragwaju.
Do tej rodziny może należeć paleozoiczny Gnathorhiza.